# Hurtigløb på skøjter under vinter-OL 2018 – Holdløb herrer
Holdløb for herrer består af 8 hold, med 3 skøjteløbere på hvert hold. Der konkurreres over 8 omgange, hvilket giver en distance på 3.200 meter. Hvert hold består af op til 4 skøjteløbere der frit kan anvendes til tremandsholdet i hver runde. Konkurrencen bliver afholdt 18. februar 2018.

## Konkurrencen
Der blev startet med 4 kvartfinaler, hvor de bedste tider gik videre til semifinalerne. Det vil sige, at tabende hold i kvartfinalerne godt kunne gå videre, hvis deres tider var gode nok. Dette skete for New Zealand. Deltagelse i kvartfinalerne er baseret på en seedning ud fra nationernes opnåede resultater i World Cup 2017.  De to hold i kvartfinalerne med 5. og 6. bedste tider mødtes i C-finalen og kæmpede om 5. og 6. pladsen, mens de to dårligste tider mødtes i D-finalen og kæmpede om 7. og 8. pladsen. 

### Kvartfinaler
Kvartfinalerne blev afviklet den 19. februar 2018. 
| Placering | Heat | Nation      | Navne                                                       | Tid     | Fortsættelse |
| --------- | ---- | ----------- | ----------------------------------------------------------- | ------- | ------------ |
| 1         | 2    | Sydkorea    | Chung Jae-won Kim Min-seok Lee Seung-hoon                   | 3:39,29 | Semifinale 1 |
| 2         | 4    | Holland     | Jan Blokhuijsen Sven Kramer Koen Verweij                    | 3:40,03 | Semifinale 2 |
| 3         | 1    | Norge       | Sindre Henriksen Simen Spieler Nilsen Sverre Lunde Pedersen | 3:40,09 | Semifinale 2 |
| 4         | 1    | New Zealand | Shane Dobbin Reyon Kay Peter Michael                        | 3:41,18 | Semifinale 1 |
| 5         | 3    | Japan       | Seitaro Ichinohe Shota Nakamura Shane Williamson            | 3:41,62 | C-finalen    |
| 6         | 2    | Italien     | Riccardo Bugari Andrea Giovannini Nicola Tumolero           | 3:41,64 | C-finalen    |
| 7         | 3    | Canada      | Jordan Belchos Ted-Jan Bloemen Denny Morrison               | 3:41,73 | D-finalen    |
| 8         | 4    | USA         | Brian Hansen Emery Lehman Joey Mantia                       | 3:42,98 | D-finalen    |

### Semifinaler

#### Semifinale 1
| Placering | Nation      | Navne                                     | Tid     | Fortsættelse |
| --------- | ----------- | ----------------------------------------- | ------- | ------------ |
| 1         | Sydkorea    | Chung Jae-won Kim Min-seok Lee Seung-hoon | 3:38,82 | A-finalen    |
| 2         | New Zealand | Shane Dobbin Reyon Kay Peter Michael      | 3:39,53 | B-finalen    |

#### Semifinale 2
| Placering | Nation  | Navne                                                   | Tid     | Fortsættelse |
| --------- | ------- | ------------------------------------------------------- | ------- | ------------ |
| 1         | Norge   | Håvard Bøkko Simen Spieler Nilsen Sverre Lunde Pedersen | 3:37,08 | A-finalen    |
| 2         | Holland | Jan Blokhuijsen Sven Kramer Patrick Roest               | 3:38,46 | B-finalen    |

### Finaler

#### D-Finale
| Placering | Nation | Navne                                       | Tid     | Tidsdiff. |
| --------- | ------ | ------------------------------------------- | ------- | --------- |
| 7         | Canada | Ted-Jan Bloemen Ben Donnelly Denny Morrison | 3:42,16 | -         |
| 8         | USA    | Jonathan Garcia Brian Hansen Emery Lehman   | 3:50,77 | +8,61     |

#### C-Finale
| Placering | Nation  | Navne                                              | Tid     | Tidsdiff.                                |
| --------- | ------- | -------------------------------------------------- | ------- | ---------------------------------------- |
| 5         | Japan   | Seitaro Ichinohe Ryosuke Tsuchiya Shane Williamson | 3:41,62 | -                                        |
| 6         | Italien | Riccardo Bugari Andrea Giovannini Nicola Tumolero  | DSQ     | Kørte over linjen til modstandernes bane |

#### B-Finale
| Placering | Nation      | Navne                                     | Tid     | Tidsdiff. |
| --------- | ----------- | ----------------------------------------- | ------- | --------- |
| 3         | Holland     | Jan Blokhuijsen Sven Kramer Patrick Roest | 3:38,40 | -         |
| 4         | New Zealand | Shane Dobbin Reyon Kay Peter Michael      | 3:43,54 | +5,14     |

#### A-Finale
| Placering | Nation   | Navne                                                   | Tid     | Tidsdiff. |
| --------- | -------- | ------------------------------------------------------- | ------- | --------- |
| 1         | Norge    | Håvard Bøkko Simen Spieler Nilsen Sverre Lunde Pedersen | 3:37,32 | -         |
| 2         | Sydkorea | Chung Jae-won Kim Min-seok Lee Seung-hoon               | 3:38,52 | +1,20     |

## Medaljeoversigt
| Event          | Guld                                                                | Sølv                                                     | Bronze                                                  |
| -------------- | ------------------------------------------------------------------- | -------------------------------------------------------- | ------------------------------------------------------- |
| Holdløb Herrer | Norge · Håvard Bøkko · Simen Spieler Nilsen · Sverre Lunde Pedersen | Sydkorea · Chung Jae-won · Kim Min-seok · Lee Seung-hoon | Holland · Jan Blokhuijsen · Sven Kramer · Patrick Roest |

## Eksterne Henvisninger
- Qualification Systems Arkiveret 22. december 2017 hos  Wayback Machine på isu.org
- Hurtigløb på skøjter Arkiveret 11. december 2017 hos  Wayback Machine på pyeongchang2018.com
- Speed Skating / Calendar of Events / Olympic Winter Games 2018 Arkiveret 8. marts 2017 hos  Wayback Machine på isu.org